# 畑亜貴
畑 亜貴（はた あき、1966年8月13日 - ）は、日本の女性歌手、ソングライター、編曲家。東京都出身。

## 略歴
ゲーム、アニメーション作品などの主題歌、関連楽曲の作詞、作曲、編曲を多数手掛けており、中でもアニメソングの作詞家としての活動が多い。ランティスが関わるアニメ作品の主題歌、関連楽曲歌詞を多く手掛けている。
かつてはコナミの外注サウンド・クリエイターとして、同社制作のゲームの音楽制作に関与していた。楽曲提供だけではなく、ソロ活動や『月比古』『死蝋月比古』というプログレッシヴ・ロックバンド・アコースティックユニットを組んで、インディーズで独自の音楽活動をしている。オリコンの2007年の作詞家ランキングでは4位を記録、2015年、2016年の作詞家ランキングでは2位を記録。
2015年に田代智一、黒須克彦、田淵智也（UNISON SQUARE GARDEN）とともにプロデュースチーム「Q-MHz」を結成した。
2019年に発表された平成アニソン大賞では、自身の提供楽曲が作詞賞3曲をはじめ7曲選出された。

## ディスコグラフィ

### シングル／EP
| 枚   | 発売日         | タイトル                             | 規格品番   |
| ---- | -------------- | ------------------------------------ | ---------- |
| 1st  | 2000年5月24日  | 微痛の楽園                           | LACA-4001  |
| 2nd  | 2000年8月23日  | 予感の天使を抱きしめて               | LADA-1005  |
| 3rd  | 2010年10月13日 | 万能に滾る如何様                     | LHCM-1081  |
| 4th  | 2010年12月22日 | 断崖の己惚れ屋                       | LHCM-1086  |
| 5th  | 2011年12月21日 | 拝金聖者我が街を進まん               | LACM-4886  |
| 6th  | 2013年11月6日  | 図書館ロケット                       | MFR-1006   |
| 7th  | 2016年5月25日  | 毀レ世カイ終ワレ                     | LACM-14488 |
| 8th  | 2019年8月13日  | TaTa-LaLa                            | NCTR-1003  |
| 9th  | 2019年10月27日 | Motto-Motto                          | NCTR-2007  |
| 10th | 2019年10月27日 | どうしよう？ - 懐古庭園 Vol.01 -     | NCTR-2008  |
| 11th | 2020年3月1日   | 離岸流に乗って - 懐古庭園 Vol.02 -   | NCTR-2009  |
| 12th | 2020年10月25日 | 水中飛行 - 懐古庭園 Vol.03 -         | NCTR-2010  |
| 13th | 2021年2月13日  | 雨月物語 - 懐古庭園 Vol.04 -         | NCTR-1012  |
| 14th | 2021年4月13日  | 千の水車 (Long melancholy ver.)      | NCTR-1013  |
| 15th | 2021年6月13日  | 鏡の名前 - 懐古庭園 Vol.05 -         | NCTR-1014  |
| 16th | 2021年8月13日  | 蜿蜒 on and on and / 砂海パラソル    | LZC-1688   |
| 17th | 2022年4月20日  | 君の目の王国 - 懐古庭園 Vol.06 -     | NCTR-2015  |
| 18th | 2022年12月28日 | 君の昨日は救えない                   | NCTR-1017  |
| 19th | 2023年2月22日  | イバラ・ティアラ - 懐古庭園 Vol.07 - | NCTR-2016  |
| 20th | 2023年6月24日  | 進退維谷まる (Monologue ver.)        | NCTR-1020  |
| 21st | 2023年7月29日  | 青空ボレロ - 懐古庭園 Vol.08 -       | NCTR-1019  |
| 22nd | 2024年2月22日  | 迷える恋羊 - 懐古庭園 Vol.09 -       | NCTR-1022  |
| 23rd | 2024年5月25日  | Deep blue drops                      | NCTR-1023  |
| 24th | 2024年8月10日  | 無欲のつもりで                       | NCTR-1024  |
| 25th | 2024年10月26日 | The Last Day                         | NCTR-1025  |
| 26th | 2024年12月21日 | ヒトリスキスギ                       | NCTR-1026  |
| 26th | 2025年6月28日  | Do as you please                     | NCTR-1028  |

### アルバム
| 枚   | 発売日         | タイトル                         | 規格品番   |
| ---- | -------------- | -------------------------------- | ---------- |
| 1st  | 1996年12月20日 | 棺桶島                           | AMZ-96001  |
| 2nd  | 1999年2月20日  | 世界なんて終わりなさい           | ARC-1047   |
| 3rd  | 2006年12月22日 | 浪漫月裸の娘達 〜BEST SONGS〜    | LHCA-9002  |
| 4th  | 2007年12月21日 | 隷属快美の娘達 〜BEST SONGS II〜 | LHCA-9004  |
| 5th  | 2013年8月7日   | AKI HATA ANISON COVERS           | MFR-1004   |
| 6th  | 2014年3月19日  | 愛するひとよ真実は誓わずにいよう | LACA-15376 |
| 7th  | 2018年8月13日  | ツキオク(darkness techno ver.)   | NCTR-1001  |
| 8th  | 2019年6月21日  | ツキオク(chaotic band ver.)      | NCTR-1002  |
| 9th  | 2019年6月21日  | AKI HATA GAMESONG COVERS         | NCTR-1005  |
| 10th | 2023年1月29日  | Hello SEKAI                      | NCTR-1018  |
| 11th | 2023年11月25日 | Another mysterious ticket        | NCTR-1021  |
| 12th | 2025年3月22日  | さようなら海星                   | NCTR-1027  |

### 月比古
| 枚  | 発売日        | タイトル           | 規格品番 | 補考                               |
| --- | ------------- | ------------------ | -------- | ---------------------------------- |
| 1st | 2005年9月20日 | 弦は呪縛の指で鳴る | ARC-1095 | 購入特典：逃避王国の滅亡           |
| 2nd | 2006年6月23日 | 逃避王国の伝説     | ARC-1114 | 「逃避王国の滅亡」追加収録ディスク |

### 死蝋月比古
| 枚  | 発売日       | タイトル | 規格品番 |
| --- | ------------ | -------- | -------- |
| 1st | 2008年3月7日 | 純血鬼爛 | ARC-1126 |
| 2nd | 2013年3月6日 | 永遠無惨 | MFR-1001 |

### 昭和撫子
| 枚  | 発売日        | タイトル       | 規格品番 |
| --- | ------------- | -------------- | -------- |
| 1st | 2013年9月11日 | しょうわじまん | MFR-1003 |

## 提供
※ 特に記述がないものは、作詞のみ。

### アニメ

#### 1997年
- B'T-X NEO
  - 瞳は幾千の窓（歌・作詞）
  - 至純の守護者（歌・作詞・作曲・編曲）

#### 1998年
- BURN UP EXCESS
  - なぜなぜの果実（作詞・作曲）

#### 2001年
- Dr.リンにきいてみて!
  - My Destiny（作詞・作曲）
  - 強気なミューズ
  - Your door（作詞・作曲）
  - Po Po Potion
  - 幸せな日のために（作詞・作曲）
  - 街に心にHappy
  - Silver Night Gloria（作詞・作曲）

#### 2002年
- あずまんが大王
  - 空耳ケーキ
  - Raspberry heaven
  - 世界はNEOHAPPY
  - 心は少女でパラシュート
  - 魔法猫に会える日は
  - しっかり! TRY La Lai
  - 空はとびきりパラダイス
  - ぽいぽいPEACE!
  - 明日は負けないGO! FRIEND!
  - Lazy Crazy ボンクラーズ
  - それぞれのOne way
  - おいしいキミたち
  - おとなを休んで出かけよう
  - 天職イコール快感の法則
  - 風のMon-Ami
  - TeaRoseで眠りましょう
  - 風の色マーチ
  - 星のめがね
  - 胡桃鳴らす青空
  - どういうことかな
  - moi moi
  - Weepin' rains
  - 朝焼け線路
- 灰羽連盟
  - Blue Flow
  - 硝子の夢

#### 2003年
- クロノクルセイド
  - 翼はPleasure Line
- スクラップド・プリンセス
  - 大地のla-li-la
  - HO:LA HO:RI Saga
- 天使のしっぽChu!
  - 優しい愛の羽
  - ねむねむ天使
- D.C. 〜ダ・カーポ〜
  - 愛が咲いた日
  - 月の魔法で恋したい
  - Pureness
  - 素顔でFly to you
  - 銀の泡沫
- ななか6/17
  - まじかるHappiness 〜まじかるドミ子のテーマ〜
  - ふたりのひこうせん
  - ぽっぴん☆らっぴん
  - まほうよりもっと
- 灰羽連盟
  - 迷いの小鳥
  - 忘れる水
  - 未世界のありか
  - あしたへもどろう
  - 空にありがとう
  - 燃える石になって
  - free bird 〜真昼の月へと〜
- おねがい☆ツインズ
  - 予感のハーモニー
  - 行くよ? Lucky Wave
  - ゆれる声の…
  - うららかsmile
  - わからないけどわかってる
  - Pure Rainで伝えたい
  - キスの迷路
  - はじまりの笑顔

#### 2004年
- 恋風
  - ふたりだから
  - おぼえてる?
- DearS
  - HAPPY COSMOS
- 光と水のダフネ
  - 明日のBlue wing
- 舞-HiME
  - 君が空だった
  - 私立風華学園校歌 〜水晶の守り〜
  - 進め! 愕天王
  - イノセント
  - ぽかぽかぺこぺこ
  - そよ風のダイアリー
  - ラブロケ☆パイロット
  - 綺麗な夢のその果てに
  - 僕たちの勇気
  - Angel's dew
  - 放課後ハイド&シーク
  - 紅の忍風烈火伝
  - あしたのあなた
  - 片恋艶花
  - らせん庭園

#### 2005年
- IZUMO -猛き剣の閃記-
  - Romantic Chaser
  - 最新Dream
- ガンパレード・オーケストラ
  - Faze to love
  - ふたりが忘れない
- がぁーでぃあんHearts ぱわーあっぷ!
  - KISS BEAT!!（作詞・作曲）
  - こわれものリボン（作詞・作曲）
- 機動新撰組 萌えよ剣 TV
  - 時代の無双花
  - 始まりの風よ吹け
- 絶対少年
  - 少年ハミング
- D.C.S.S. 〜ダ・カーポ セカンドシーズン〜
  - Magical Signal!!
  - Happy Endにしましょ?
  - 夢・やさしくなあれ
  - Smiley Clover
  - リストランテMOE
  - 愛を知る季節
  - 妖精気分で告白を
  - まじかるバイバイ
- 舞-乙HiME
  - 乙女はDO MY BESTでしょ?
  - 星が奏でるものがたり
  - 半熟ヒロイン☆
  - 世界中がユメになれ
  - HAPPY FRIENDS PROJECT
- らいむいろ流奇譚 X CROSS 〜恋、オシヘテクダサイ。〜
  - 至純花
  - 黄昏少女

#### 2006年
- あゆまゆ劇場
  - 恋の爆弾でいと
  - みんなにっ>やー!
- うたわれるもの
  - まどろみの輪廻
- おとぎ銃士 赤ずきん
  - 童話迷宮
- 鍵姫物語 永久アリス輪舞曲
  - 記憶薔薇園
  - ありす外伝書いちゃだめ?
  - しあわせMAXIMUM
  - まだ愛とは言わないで
  - 純愛記号
  - 愛と幻想の住み処
  - 迷い子ものがたり
- Gift 〜ギフト〜 eternal rainbow
  - 虹色センチメンタル
  - For you,For you!!
- ギャラクシーエンジェる〜ん
  - 宇宙で恋は☆るるんルーン
  - Go! Go! ルーンエンジャー
  - れっつアプリコット体操
  - FIGHT FIGHTが止まらない
  - ナノナノなのだンス
  - 忘れましょうねヤヤヤヤン
  - コスモスより愛をこめて
  - メリーゴーランド宇宙
  - ハピスマ・ギャラクシー
  - スペース・マスカレイド
  - サヨナラ1分ユメ9分
  - ロケットラブル・ラブ
  - やめてメテオ
  - えんじぇる式じんせー論
  - つれづれなるマンマでる〜ん
  - 永遠のFRIENDSHIP
- 涼宮ハルヒの憂鬱
  - 冒険でしょでしょ?
  - 風読みリボン
  - ハレ晴レユカイ
  - うぇるかむUNKNOWN
  - God knows...
  - Lost my music
  - 最強パレパレード
  - 運命的事件の幸福
  - パラレルDays
  - SOSならだいじょーぶ
  - 雪、無音、窓辺にて。
  - SELECT?
  - 見つけてHappy Life
  - 時のパズル
  - 青春いいじゃないかっ
  - めがっさ好奇心
  - 小指でぎゅっ!
  - COOL EDITION
- Strawberry Panic
  - 少女迷路でつかまえて
  - くちびる白昼夢
  - 秘密ドールズ
  - 果実的ボーダーライン
  - 苺摘み物語
  - Venus Panic
- すもももももも 地上最強のヨメ
  - 乙女ちっくに斬りたいの
  - 実力あいあい
  - 煩悩乱れ桜也
  - 鱈のムニエルとわたし
- スーパーロボット大戦OG -ディバイン・ウォーズ-
  - もう愛しかいらない
- ソルティレイ
  - Happy Hopper
- 姫様ご用心
  - 迷い姫ぱにっく
  - 百発百中とらぶるん♪
- マジカノ
  - マジスキMAGIC
- まもって!ロリポップ
  - Poppin'Heartはひとつだけ?
- よみがえる空 -RESCUE WINGS-
  - 明日をとめないで
- らぶドル 〜Lovely Idol〜
  - LoveLoveLoveのせいなのよ!
  - WISH STARにな・あ・れ
  - 純情娘はラルラルン♪（作詞・作曲）

#### 2007年
- アイドルマスター XENOGLOSSIA
  - 微熱S.O.S!!
  - ムーンライト・ラビリンス
  - 恋だもん 〜初級編〜
  - LIVE for LOVE
  - 残酷よ希望となれ
- Venus Versus Virus
  - Bravin' Bad Brew
  - inner world
  - Only Lonely Rain
  - ガールズ・ヴァーサス・チョコレート!
  - 夕焼け色が呼んでいる
- 怪物王女
  - BLOOD QUEEN
  - 原罪のAperitif
- げんしけん2
  - disarm dreamer
- こどものじかん
  - れっつ! おひめさまだっこ
  - オトメチック初心者でーす
  - せんせい…初めてですか?
  - すぃーと☆わーるど
  - らぶゆれ♪ゆれぶら
- 涼宮ハルヒの憂鬱
  - 妹わすれちゃおしおきよ
  - fixed mind
  - First Good-Bye
  - まっがーれ↓スペクタクル
  - 倦怠ライフ・リターンズ!
- sola
  - 敏感な風景
  - colorless wind
  - mellow melody
  - 見上げるあの空で
  - 宵待雨月
  - 始まりへの旅
  - step of cloud
  - Lime Mime Time
  - singly sing
  - 夜想の日々に
- Master of Epic The Animation Age
  - Miracle Episode I
  - まもらせて…
- 舞-乙HiME Zwei
  - Believe 〜永遠の絆〜
  - 笑顔の色は虹の色
- もえたん
  - 魔法少女マジカルたん!
  - 始まりアンダンテ
  - いやたん・らぶたん
  - 恋の英単語
  - Love Live Train
  - winkles twinkle
- らき☆すた
  - もってけ!セーラーふく
  - かえして!ニーソックス
  - 曖昧ネットだーりん
  - こねらぶ☆みっしょん
  - 三十路岬
  - 夢結びの雨
  - コスって!オーマイハニー
  - 悠長戦隊ダラレンジャー
  - どんだけファンファーレ
  - Dドライヴ/ラヴ
  - ケンカ予報の時間だよ
  - 100%?ナイナイナイ
  - 寝・逃・げでリセット!
  - しすたー・うぉーず
  - 萌え要素ってなんですか?
  - たぶんかなり普通の休日
  - みにまむテンポ
  - たとえばピンクとブルーでも
  - 黙っと休み時間
  - 透明リボン
  - も、妄想マシーン。
  - デフォルト女子高生にゃん
  - こすぷれノこころえ
  - 最大聖地カーニバル
  - “ラ”はらき☆すたの“ラ”
  - 背景放題やりほーだい?
  - みんなで5じぴったん
  - ロリィタ帝国ビショージョ大帝
  - 幸せ願う彼方から
  - 女はヨメとムスメだけ
  - 世界が消えても愛してる
  - 結婚なんてさパッパヤー
- らぶドル 〜Lovely Idol〜
  - ふれっしゅハァトを召しあがれ

#### 2008年
- あかね色に染まる坂
  - 初恋パラシュート
  - 少女テストは難しい
  - Cherry pink mystery
  - ラブダイビング
- 君が主で執事が俺で
  - 跪くまで5秒だけ!
- 狂乱家族日記
  - 狂乱戦記 〜日常の神サマ〜
  - あっぱれ変化じゃ。
  - ヘンな神さま知ってるよ
  - 我輩は守護獣である、か?
  - ボクハ更新サレマシタ
  - THE PITFALLS
  - コードネイムはLady-X
  - 世界で一番ヤバイ恋
- ケロロ軍曹
  - おまたせ地球一丁!
  - スキヤキ☆ばくだん
  - 友だちごはん宇宙編
- シャイナ・ダルク 〜黒き月の王と蒼碧の月の姫君〜
  - Moon Legend
- チーズスイートホーム
  - おうちがいちばん
  - まいごのまいごの…
- true tears
  - セカイノナミダ
  - No reason?
- 二十面相の娘
  - Unnamed world
- 舞-乙HiME 0〜S.ifr〜
  - Finality blue
- らき☆すた
  - すげえんだって・ヴァ!
  - だよな3秒たまには5秒
  - 男子ムリムリ大改造
- ブラスレイター
  - sad rain
- ひだまりスケッチ×365
  - ひだまりランナー
  - ?でわっしょい
  - すたこらドリーム
  - こんなのはじめて
  - やる気がふにゃー
  - はじまりサバイバル
  - にゃーとな午後三時
  - シャラララ・ドルチェ
  - ちいさなお茶会
  - しめきり純情派
  - 天性メガネリア
  - プリンセス・ティーチャー！
  - 美人美術教師の憂鬱
  - 青春も学舎も幾年月
  - 校長曲ロ短調「四季」
- 喰霊-零-
  - Paradise Lost
  - 夢の足音が聞こえる
- 星に願いを COLD BODY + WARM HEART
  - 星のこどもたち

#### 2009年
- アキカン!
  - ミラクル♡プランができちゃった!
- 明日のよいち!
  - Life and proud
  - あたしはぜんぜん気にしてないっ
  - 乙女のカラフルな祈り
  - Girl grows up!〜TSUN-DERE Ver.〜
  - 今日も明日もご一緒に!
  - ちっちゃな一歩★
  - 名前のない気持ち
  - Nonfiction family
  - 「まぜるな!キケン」が基本ッス
- CANAAN
  - mind as Judgment
  - My heaven
- ケロロ軍曹
  - ケッケッケロロの大作戦♪
  - 遠いね一緒の星なのに
  - だいじょうぶスッポンポン・フレンド
  - ケロロ基準でRock'n'roll
- 涼宮ハルヒちゃんの憂鬱
  - いままでのあらすじ
  - あとがきのようなもの
- 涼宮ハルヒの憂鬱（2009年版）
  - Super Driver
  - 止マレ!
  - 潜在的太陽の証明
  - その日空はきっと青い
  - Punkish regular
  - 通過地点のMUSICA
  - under"Mebius"
  - えっと…リターンズしてリベンジ！
  - ヘンですコワイですっ
  - 「つまらない話ですよ」と僕は言う
  - ただの秘密
  - ホモ・サピエンス・ラプソディ
  - だがそれだけじゃない
  - 祭って祭って!いらっしゃ〜い
  - お騒がせのジ・エンド
  - 人生の主役コール！
  - 友達としてはソレが
- 咲-Saki-
  - Glossy:MMM
  - 熱烈歓迎わんだーらんど
  - 残酷な願いの中で
  - 四角い宇宙で待ってるよ
  - ひとりにひとつ
  - 逃しません…ですわ!
  - Angel zone
  - 見えない君の探し方
  - イキナリナリユキナリッ
  - 刹那の海よ
  - 予感、咲きました!
  - 麻雀天使にかこまれちゃう
  - ステルス・モ・モ・モード
- 宇宙をかける少女
  - 宇宙は少女のともだちさっ
  - モロイミライキライ
  - YURA-YURA-DREAMER
  - 瑠璃色の逆光
  - 宇宙は少女のともだちさっ 秋葉ver.
  - 宇宙は少女のともだちさっ ほのかver.
  - 宇宙は少女のともだちさっ いつきver.
- 宙のまにまに
  - Super Noisy Nova
- 大正野球娘。
  - ユメ・ミル・ココロ
- ティアーズ・トゥ・ティアラ
  - Blue sky,True sky
  - spindle story
  - Troubadour's eye
  - Weeping alone
- NEEDLESS
  - Aggressive zone
  - あまくてまるいあした
  - がんばらないのが美しい?
  - 夏・ロマンス通りにて
  - 砂に落ちた涙
  - 純情リフレイン
  - デラックスに好きにして
  - バイバイリボンのプレゼント
  - ニュー☆シネマ気分☆パラダイス
  - Scarlet Bomb!
  - WANTED! for the love
  - わたしはジュースでココナッツ
- 初恋限定。
  - Future Stream
- バトルスピリッツ 少年突破バシン
  - dear-dear DREAM
- ひだまりスケッチ×365
  - ひだまり・ひだまれ・ひだまりるん
  - 見ちゃだめすごいんです
  - ひだまりランド・ゴーランド
- プリンセスラバー!
  - Princess Primp!
- よくわかる現代魔法
  - Made in WONDER
- 星に願いを Fantastic Cat
  - 星のこどもたち

#### 2010年
- 刀語
  - 冥夜花伝廊
  - 千本千女の刃毬唄（歌・作詞・作曲）
  - 愛と誠
  - 迷い子さがし
  - からくり眠り談
  - 否、と姫は全てを語らず
  - 亡霊達よ野望の果てに眠れ
  - 時すでに始まりを刻む
- 聖痕のクェイサー
  - Errand
  - Passionate squall
  - 未明の祈り
  - Wishes Hypocrites
  - 正義のKISSで勝負して
- バカとテストと召喚獣
  - Perfect-area complete!
- れでぃ×ばと!
  - LOVE × HEAVEN
- ひだまりスケッチ×☆☆☆
  - できるかなって☆☆☆
- いちばんうしろの大魔王
  - REALOVE:REALIFE
- 怪盗レーニャ
  - 盗んだハートはここですよ？（作詞・作曲）
- ブレイク ブレイド
  - SERIOUS-AGE
- 伝説の勇者の伝説
  - LAMENT〜やがて喜びを〜
- 祝福のカンパネラ
  - シアワセは月より高く
  - 夢のpreparation
  - 未来回帰線
  - 魔法それとも愛の魔法?
- みつどもえ
  - みっつ数えて大集合!
- あそびにいくヨ!
  - Now loading...SKY!!
- バトルスピリッツ ブレイヴ
  - 熱烈ANSWER
- 百花繚乱 サムライガールズ
  - Last vision for last
  - 恋にせっせ通りゃんせ
- えむえむっ!
  - More-more LOVERS!!
- おとめ妖怪 ざくろ
  - MOON SIGNAL
- 探偵オペラ ミルキィホームズ
  - 正解はひとつ!じゃない!!
- 侵略!イカ娘
  - これが海への愛じゃなイカ!
  - ウミドル☆イカドル☆稼いドル
- 模型戦士ガンプラビルダーズ ビギニングG
  - my Proud, my Play!

#### 2011年
- 装甲騎兵ボトムズ Case;IRVINE
  - 星を求めて
- Rio RainbowGate!
  - 世界と一緒にまわろうよ!
- そふてにっ
  - るーるぶっくを忘れちゃえ
  - 天高くもやもやる才能
  - 青春ジャンプ☆直球ファイト
  - そふてに部「部長の心得」得意げに
  - ダイスキ ah! ダイスキ ah! ダイスキ ah!
  - 絶対解放そふてにソウルッ！
  - 不可…No! 可…No!!
- 聖痕のクェイサーII
  - 螺旋、或いは聖なる欲望。
- バカとテストと召喚獣にっ!
  - 君+謎+私でJUMP!!
  - エウレカベイビー
  - 今日も今日とてBun-bun-bun
  - 月光Love sick
  - 日常は落胆の先にある
  - 学園カオスのススメ
  - 純情パンチ!!!
  - 会いたくても会いたくても遠いのです
  - Navigated you, and you?
  - 朝っぱらから風に誘われたのじゃ。
  - twins,oh no! no more double!!
  - マサカマジカ?ナゼカマジカ!
  - Fancy×Funky乙女団
  - 想いが空を時を陸を海を越えて
- カーニバル・ファンタズム
  - すーぱー☆あふぇくしょん
- Baby Princess 3Dぱらだいす0（ラブ）
  - ぎゅっとBABY☆愛なんだBABY
  - ピコッピクッピカッて恋してよ
- 侵略!?イカ娘
  - いイカ☆いイカは☆イイでゲソ！
  - 基本は夏、侵略の夏!
  - イ・カ・ア・イ・ス 食 べ な イ カ ？
  - あっち向いて☆こっち向いて☆イカ向いて！
  - 海老は泪か溜息か
  - みんながれもんを選ぶワケ
  - 夢をいっしょに叶えたい
  - sEA sCENe rOCk!!
  - HIGH POWERED
  - 目覚めよ!裁きの名を示せ!!
  - 愛よ恋よ♡水平線でFLASH!!
  - A,B,C,Dynamite girl!
  - IKANIMO-純情!
- 真剣で私に恋しなさい!!
  - U-n-d-e-r--STANDING!
  - 共に朝日を追いかけて
  - トモヒャク・シミュレイション
- 境界線上のホライゾン
  - TERMINATED
- 未来日記
  - Blood teller
  - THIRD/Antares Cr302（歌・作詞・作曲）
- UN-GO
  - ヴァルハラ処女ヶ丘
  - Beautiful dreamer
- THE IDOLM@STER
  - 私たちはずっと…でしょう?

#### 2012年
- 夏色キセキ
  - Non stop road
- 黄昏乙女×アムネジア
  - CHOIR JAIL
- 這いよれ! ニャル子さん
  - 太陽曰く燃えよカオス
- 人類は衰退しました
  - ユメのなかノわたしのユメ
- +チック姉さん
  - 私と私がしたいこと
- 未来日記
  - 阿鼻依れ叫喚（6）（歌・作詞・作曲）
  - 俺！今？最高に!!!
  - 願いは未来を生きている
- じょしらく
  - お後がよろしくって…よ!
  - れんあいこわい
- Another
  - しずかに
- はぐれ勇者の鬼畜美学
  - 愛のせいで眠れない
- 宇宙戦艦ヤマト2199
  - 星が永遠（とわ）を照らしてる
  - 美しい地球（ほし）を知る者よ
- 今日のあすかショー
  - ほぼ健全少女宣言
- お兄ちゃんだけど愛さえあれば関係ないよねっ
  - Lifeる is LOVEる!!
- アイカツ!
  - Signalize!
  - ダイヤモンドハッピー
  - KIRA☆Power
  - 新・チョコレート事件
- さくら荘のペットな彼女
  - 君が夢を連れてきた　
  - DAYS of DASH
- めだかボックス アブノーマル　
  - 守護心PARADOX
- トータル・イクリプス
  - Doubt the World　
  - Revise the World
- ガールズ&パンツァー
  - Enter Enter MISSION!

#### 2013年
- ラブライブ!
  - ラブライブ!全楽曲
- まんがーる!
  - girl meets DEADLINE
- 俺の彼女と幼なじみが修羅場すぎる
  - W:Wonder tale
- 波打際のむろみさん
  - 七つの海よりキミの海
- 変態王子と笑わない猫。
  - Fantastic future
- 這いよれ! ニャル子さんW
  - 恋は渾沌の隷也
- 翠星のガルガンティア
  - この世界は僕らを待っていた
- マイリトルポニー〜トモダチは魔法〜
  - ミライスタート
- 私がモテないのはどう考えてもお前らが悪い!
  - どう考えても私は悪くない
- 犬とハサミは使いよう
  - わんわんわんわんN_1!!（なんだーわん）
- 境界の彼方
  - 境界の彼方
- ワルキューレロマンツェ
  - UN-DELAYED

#### 2014年
- 咲-Saki-全国編
  - New SPARKS!
  - TRUE GATE
- ディーふらぐ!
  - ミンナノナマエヲイレテクダサイ
- のうりん
  - 秘密の扉から会いにきて
- フューチャーカード バディファイト
  - Buddy Buddy Fight!
- 健全ロボ ダイミダラー
  - Suki Suki//Links
- ご注文はうさぎですか?
  - Daydream café
  - 一匙のお姫さま物語
  - Eを探す日常
  - 全天候型いらっしゃいませ
- ブレイクブレイド（テレビアニメ版）
  - Junction heart
- マンガ家さんとアシスタントさんと
  - 純粋なフジュンブツ
  - 終わりなきパンツ
- ラブライブ! 2nd Season
  - ラブライブ!全楽曲（これまでのラブライブ! 〜ミュージカルver.〜を除く）
- RAIL WARS!
  - 向かい風に打たれながら
- さばげぶっ!
  - 明日の風よ
  - ぴてぃぱてぃサバイバード
  - 全女子力でExtarminating!!
- ハナヤマタ
  - 花ハ踊レヤいろはにほ
  - Dream JUMP!!
  - コドクシグナル
- 異能バトルは日常系のなかで
  - OVERLAPPERS
  - 異能性発見学
- カードファイト!! ヴァンガードG
  - だから元気 for YOU
- 最強銀河 究極ゼロ 〜バトルスピリッツ〜
  - Endless NOVA

#### 2015年
- フューチャーカード バディファイト
  - バディバディBAAAAAN!!
- 探偵歌劇 ミルキィホームズ TD
  - 探求Dreaming
- 暗殺教室
  - 青春サツバツ論
- 夜ノヤッターマン
  - 情熱CONTINUE
- 長門有希ちゃんの消失
  - フレ降レミライ
  - ありがとう、だいすき
  - 愛の門番EXTRA
  - 恋はミらいからクル?
  - 探していた風景
  - 錯覚Loving'you?
  - 太陽とデイジー
  - Dreamerという冒険者
  - 福が来たりて風が吹く
  - 窓辺の予感
  - LOVE EDITION
- 美少女戦士セーラームーンCrystal
  - ♡が飛んじゃう空だから
- わかば*ガール
  - 初めてガールズ!
- ご注文はうさぎですか?
  - 宝箱のジェットコースター
  - チョコリズムチョコルール
  - ハートぷるぷる事件です
  - ぴょん’sぷりんぷるん
- ご注文はうさぎですか??
  - ノーポイッ!
  - なんとなくミライ
- かみさまみならい ヒミツのここたま
  - ころころここたま!
- ハッカドール THE あにめ〜しょん
  - Touch Tap Baby
- コメット・ルシファー
  - おしえてブルースカイ
- ワンパンマン
  - 星より先に見つけてあげる
- アイカツ!
  - ラン・ラン・ドゥ・ラン・ラン（Webラジオ「ラジカツ!」主題歌）

#### 2016年
- シュヴァルツェスマーケン
  - 哀しみが時代を駆ける
- あんハピ♪
  - PUNCH☆MIND☆HAPPINESS
  - 明日でいいから
- ビッグオーダー
  - 毀レ世カイ終ワレ(作詞・作曲・歌)
- ラブライブ!サンシャイン!!
  - 全楽曲(作詞)
- フューチャーカード バディファイトDDD
  - 夢のヒカリ君のミライ
- ご注文はうさぎですか??
  - てくてくマーチングマーチ
  - きらきら印を見つけたら
  - 夢・もしもしもしも？
  - WELCOME【う・さ！】（ココアVer.、リゼVer.、マヤVer.、シャロVer.、メグVer.、チノVer.、千夜Ver.、青山ブルーマウンテンVer.、モカVer.）

#### 2017年
- 恋愛暴君
  - 恋?で愛?で暴君です!
- バチカン奇跡調査官
  - MYSTERIUM
- ご注文はうさぎですか?? 〜Dear My Sister〜
  - 世界がカフェになっちゃった!
  - ハピネスアンコール
  - ♡♡ケーキをもうひとつ?
  - ラ・ラ・ラ!ラ? モーニング
  - Fantastic Rabbit House
- ラブライブ!サンシャイン!!(第2期)
  - 全楽曲作詞

#### 2018年
- 学園ベビーシッターズ
  - Endless happy world
- 三ツ星カラーズ
  - カラーズぱわーにおまかせろ!
- かみさまみならい ヒミツのここたま
  - ころころここたま!〜なかなかなかよしバージョン〜
- ご注文はうさぎですか??
  - わーいわーいトライ!
  - COCOATIC BAR
  - センチメンタルごっこ
- LOST SONG
  - 歌えばそこに君がいるから
  - TEARS ECHO
  - 青く清き水の歌
  - 想いの翼
  - 癒やしの歌
  - ゴルト、栄光の地よ！
  - 風の理
  - 炎の鼓動
  - 大地に抱かれ
  - 太古の女神の歌
- フルメタル・パニック! Invisible Victory
  - Remained dream
  - Hopeful “SOUL”
- うちのメイドがウザすぎる!
  - ウザウザ☆わおーっす！
  - ときめき☆くらいまっくす

#### 2019年
- ラブライブ!サンシャイン!! The School Idol Movie Over the Rainbow
  - 全楽曲作詞
- ご注文はうさぎですか??
  - ハピハピ♪バースデイソング
  - しんがーそんぐぱやぽやメロディー
- LOST SONG
  - ワイッホー!
  - 帰らざる日々よ
  - 想いを届けて
- ノブナガ先生の幼な妻
  - 恋せよみんな、ハイ！
- ワンパンマン
  - 地図が無くても戻るから
- 私、能力は平均値でって言ったよね!
  - スマイルスキル＝スキスキル！
  - ゲンザイ↑バンザイ↑

#### 2020年
- ミュークルドリーミー
  - ミライくるくるユメくるる
  - トキメキコレクター
  - ラララ♪ミュークルマーチ
- ご注文はうさぎですか? BLOOM
  - 天空カフェテリア
  - なかよし!○!なかよし
- ラブライブ!虹ヶ咲学園スクールアイドル同好会
  - NEO SKY, NEO MAP!

#### 2021年
- 回復術士のやり直し
  - 残酷な夢と眠れ
  - 夢で世界を変えるなら（Q-MHz）
- ミュークルドリーミーみっくす
  - フレー!フレー!ドリーミージャンプ
  - ダイスキセカイ
- ラブライブ!スーパースター!!
  - START!! True dreams
  - 未来は風のように
  - Dreaming Energy
- 吸血鬼すぐ死ぬ
  - Strangers
- LoveLive! Series Presents COUNTDOWN LoveLive! 2021→2022 ～LIVE with a smile!～
  - LIVE with a smile!
- 「ラブライブ!シリーズのオールナイトニッポンGOLD」タイアップ企画スプリットシングル
  - not ALONE not HITORI

#### 2022年
- ラブライブ!虹ヶ咲学園スクールアイドル同好会
  - 夢が僕らの太陽さ
  - TOKIMEKI Runners
- 殺し愛
  - マコトピリオド（Q-MHz）
- 宇宙なんちゃら こてつくん
  - MI-RA-I miracle circle（Q-MHz）
- ラブライブ!スーパースター!!
  - 追いかける夢の先で

#### 2023年
- 吸血鬼すぐ死ぬ
  - Cozy Crazy Party
- アリス・ギア・アイギス Expansion
  - Dash and Go!
- ラブライブ!虹ヶ咲学園スクールアイドル同好会 NEXT SKY
  - SINGING, DREAMING, NOW!
- 幻日のヨハネ -SUNSHINE in the MIRROR-
  - 幻日ミステリウム

#### 2024年
- パーティーから追放されたその治癒師、実は最強につき
  - 最強? 最高! Brave My Heart[4]
- 魔都精兵のスレイブ
  - 嵐を駆けよ波乱の鬣よ
  - 心身無双の剣になれ
  - 強くて弱くて愛しくて
  - ホップステップ笑顔爆発！
  - セカイのネガイゴト
- 映画 ラブライブ!虹ヶ咲学園スクールアイドル同好会 完結編
  - どこにいても君は君
- ラブライブ!スーパースター!!
  - DAISUKI FULL POWER
  - 始まりは君の空

#### 2025年
- 前橋ウィッチーズ
  - ユメミ誇レ！ユメ咲キ踊レ！

### ゲーム
- ラグランジュポイント（作曲） - (1991年、ファミリーコンピュータ版、発売：コナミ）土橋安騎夫 他と共作
- 魂斗羅スピリッツ（作曲） - (1992年、スーパーファミコン版、発売：コナミ）東野美紀 他と共作
- 魍魎戦記MADARA2 - (1993年、スーパーファミコン版、発売：コナミ）東野美紀 他と共作
- ロケットナイトアドベンチャーズ（作曲） - (1993年、メガドライブ版、発売：コナミ)
- 美少女戦士セーラームーン（作曲） - (1994年、メガドライブ版)
- 幽☆遊☆白書 魔強統一戦（作曲） - (1994年、メガドライブ版、発売：セガ／開発：トレジャー)
- ライトクルセイダー（作曲） - (1995年、メガドライブ版、発売：セガ／開発：トレジャー)
- 悪代官3
  - 夜霧の悪代官（作詞・作曲）
- 超兄貴〜聖なるプロテイン伝説〜（作曲） - (2003年、PlayStation 2版、発売：株式会社グローバル・A・エンタテインメント／開発：クロスノーツ・彩京)
- エターナルメロディ
  - 水中飛行（作詞・作曲・編曲・歌）
  - どうしよう?（作詞・作曲・編曲・歌）
  - 時計の目の秘密（作詞・編曲）
  - 願いの薬（作詞・作曲）
  - 必要ってことね（作詞・編曲・歌）
  - 告白（作詞・編曲・歌）
- 悠久幻想曲（セガサターン版）
  - 教えてほしいの（作詞・作曲・歌）
  - 真珠になりたい（作詞・歌）
  - 微笑みは守護
  - 限界なんだもん
- 悠久の小箱 OFFICIAL COLLECTION
  - 誰よりも何よりも（作詞・作曲・編曲・歌）
- 悠久幻想曲 ensemble（PlayStation版・セガサターン版）
  - 鏡の名前（作詞・作曲・編曲・歌）
  - こまったおさかな（作詞・作曲・編曲・歌）
- 悠久幻想曲 ensemble2（PlayStation版・セガサターン版）
  - 君の目の王国（作詞・作曲・編曲・歌）
  - 幻を読む種族（作詞・作曲・編曲・歌）
- 悠久幻想曲3 Perpetual Blue（PlayStation版・ドリームキャスト版）
  - 離岩流に乗って（作詞・作曲・編曲・歌）
- Apocripha/0
  - 誓いのエスペロス
- AR 〜忘れられた夏〜
  - あしたを許して
  - Vermilion Tiara
- SAKURA 〜雪月華〜
  - 空のリフレイン
  - SAKURA…舞い散る空へ
  - 瞳の旅人
  - 「好き」のモノローグ
  - 静かな花のように
  - やわらかい切なさ
- DearS
  - 恋のJET SHOOTER
  - sukisuki☆moon
- 双恋
  - FU・WA・RI告白!
  - TWINS REVOLUTION
  - 星夢PAS DE DEUX
  - 無敵のHAPPY GIRL
  - ともだち以上はだーれ?
  - ユメでしょウソでしょ?
  - 夢の雫物語
  - ほほえみください
  - 硝子だからそっと…
  - 遊んでくるく〜る♪
  - おひさま・おひめさま
  - ムギュムギュッLOVERS
  - 恋は少女のモノじゃない?
- フタコイ オルタナティブ 恋と少女マシンガン
  - 恋泥棒ごっこ
  - 笑顔のそらで会いましょう
- 舞-HiME 運命の系統樹
  - Silent wing
- Memories Off #5 とぎれたフィルム
  - 記憶の雫
- あかね色に染まる坂
  - せつなさのグラデイション
  - あかね色に染まる坂
- 涼宮ハルヒの約束
  - 世界が夢見るユメノナカ
  - 最終未来を見せて!
- らき☆すた 〜陵桜学園 桜藤祭〜
  - ハマってサボっておーまいがっ!
  - なんてったって☆伝説
- 新世紀GPXサイバーフォーミュラ Road To The INFINITY 2
  - UNLIMITED FIRE
- マブラヴ
  - calling
  - 傷は化石にならないけれど
  - 覚醒 〜Brave mind〜
- ショコラ 〜maid cafe "curio"〜
  - 硝子のSunshine
  - ふたりみらい
- スナッチャー
  - TWILIGHT OF NEO KOBE CITY（編曲）
- バーチャファイター
  - 月は白門の光（作詞・編曲）
  - 海水晶の船（編曲）
  - 傷は企む（編曲）
- 慟哭 そして…
  - どこまでも春の風
- SISTER PRINCESS 2
  - LOVE FLOWERS
  - 夢のかけら
- D.C. White Season 〜ダ・カーポ ホワイトシーズン〜
  - All my love of the world
- 妹でいこう!
  - 恋より近くていいのかな（歌）
  - 静かな笑顔で受け止めて（歌）
  - ぴゅあぴゅあ大作戦（作詞・作曲・編曲）
- ブラウン通り三番目
  - あこがれの風（作詞・作曲・編曲）
- 少女義経伝
  - 狂風撃破（作曲・編曲）
  - 優しき日々にて（作曲・編曲）
  - 月夜幻華（作曲・編曲）
- Sister Princess 2 PREMIUM FAN DISC
  - そらいろFairy
  - しあわせプリンセス
- プリモプエル おしゃべりはーとなー
  - お月さまとルルル
- てんたま2wins
  - ゆれるふたり（作詞）
- D.C.P.S. 〜ダ・カーポ〜 プラスシチュエーション
  - Love song歌お!
  - ココロのネジ
  - そばにいていいの…?
- 此花4 〜闇を祓う祈り〜
  - 囁く月よ散る花よ（作詞・作曲・編曲）
- Monochrome
  - ANGELIC MAZE
- プリズムアーク
  - エンジェル・レェス
- Aries PureDream/Aries LoveDream
  - SKY
- ホームメイド -Homemaid-
  - 愛は静かな夢に降る
- 少女義経伝・弐 〜刻を超える契り〜
  - 風野稀人（作詞・作曲・編曲・歌）
  - 寂光（作曲・編曲）
  - 傀儡道化（作曲・編曲）
- プリンセスメーカー4
  - 初恋小箱
- D.C. Four Seasons 〜ダ・カーポ〜 フォーシーズンズ
  - 二人だけの音楽会
- ガンパレード・オーケストラ 青の章 〜光の海から手紙を送ります〜
  - 抱きしめたその後で
- D.C.II 〜ダ・カーポII〜
  - 許して? My boy
  - 模擬少女は恋する悪夢を見るか
- C.D.Christmas Days 〜サーカスディスク クリスマスデイズ〜
  - サンタクロースに予約して!
- アノニマス
  - Blood Knife
  - あなただけは…
- エーデルワイス
  - 蕾姫ってコトで!
- ヒイロノカケラ 新玉依姫伝承
  - all allow
- 初音ミク -Project DIVA-[注 2]
  - The secret garden
  - Dear cocoa girls
  - 天鵞絨アラベスク（作詞・作曲）
  - ラブリスト更新中?（作詞・作曲）
- らき☆すた ネットアイドル・マイスター
  - な・り・あ・が・り☆
- 探偵オペラ ミルキィホームズ
  - 雨上がりのミライ
- 星空へ架かる橋
  - 星空へ架かる橋
- ゆりね 〜おねえさまがおしえてくれた〜
  - イバラ・ティアラ
- スーパーロボット大戦NEO
  - Wild succession
- スパロボ学園
  - 挑戦! デコボコ未来
- マブラヴ オルタネイティヴ　クロニクルズ
  - 最後のエデン/星海を往く希望の歌 ※最後のエデン
- マブラヴ アンリミテッド ザ・デイアフター
  - 最後のエデン/星海を往く希望の歌 ※星海を往く希望の歌
- 夢色キャスト（作詞）※全ての主題歌・ソロ曲を作詞[6]
  - CALL HEAVEN!!
  - PERSONA+MYSTERY
  - 桜よ薫れ愛薫れ
  - SECOND INNOCENCE
  - 空から始まる物語
  - SKY BEATER
  - 月光ロード
  - PASSION LASER BEAM
  - Mysterious mission
  - You＆Me…で, wave？
  - Holy melody night
  - 誰もが明日に出会うのなら
  - 世界は恋とSweets＆kiss
  - 恋咎館のタペストリー
  - WhisperLand Boys
  - 硝子のシューズが似合わない
  - 薔薇と恋と勝利と罠と
  - Sunshine world tour
  - 冷たい夜空を照らすのは…
  - 心の鎖を解かれたら
  - Stronger than medicine?
  - 君に誓った物語
  - 世界に抱かれ滅びる前に
  - HOT CHORD CRISIS
  - 最後のロンリー・クリスマス
  - NEVER END STORIES
  - Sand Mirage
  - ファイナルアプローチ
  - 神々の戦宴
  - Phantom Rain
  - 人々よ彼方への道よ
  - 陽は昇る誰の為にか
  - HIKARI HIKARU HIKARI
  - 光嵐の日々
  - Dark Side's JUDGMENT
  - NO ANSWER
  - Start new sailing!!
  - Melancholic Legacy
  - Phantom Cry
  - Resonance in storm
  - Dears for Fears
  - 孤独の城に降る雨よ
  - 悲劇の炎
  - LOVE CLEAR EVIDENCE
  - 星よ奇跡を
  - 溜息ラビリンス
  - STOP! The Black Rule
- マジデスファイト!
  - UP SIDE DOWN（作詞・作曲・歌）
- TALES WEAVER
  - HEAVEN’s TALE
- スカイ・ロア
  - 優しい世界そして未来へ
- プリンセスコネクト! Re:Dive
  - Connecting Happy!!
- CUE!
  - NAZO-NAZE Jumping!
- サクラ革命 〜華咲く乙女たち〜
  - SAKURA HIKARU Revolution
  - Wonderful Future
  - 純情斬々ロード
  - 魂☆先生ATTACKER
  - Romantic Prisoner
  - 我らのイノリ我らのミライ
  - 花人花色
  - Powerful Dreamer
  - サカサマエンドロール
  - 帝国華撃団、熱乱!
  - 誠花よ夢よ咲き誇れ
  - マジカルハートで奪取せよ!

### 歌手・声優など
- 逢田梨香子
  - FUTURE LINE
- 相沢梨紗
  - 運命論アイドリング
- i☆Ris
  - White Lyrical Kingdom [7]
- アズマリム
  - 人類みなセンパイ!
- 麻生夏子
  - 新曲は宇宙カフェにて
  - Movement of magic
  - Luminous face, It's mine!
- 伊藤かな恵
  - COLORS!
- 伊藤真澄
  - ふしぎふるふる
  - Wish of snow
  - クリスマスローズ
- 上坂すみれ
  - 　我らと我らの道を
  - 　我旗の元へと集いたまえ
  - 　SUMIRE #propaganda
  - 　真・革命伝説
  - 　増殖罵倒少女の愚恋
  - 　愛々々宣言
- UYAMUYA
  - コワして GOOD JOB
  - UYA-MUYA HEAVEN
  - 日常☆CRASHER
  - パノラマミライ
- 兎田ぺこら
  - ぺこらんだむぶれいん！
- M.O.E. 
  - Undefined Passion
- 大津美紀
  - 愛の天才は無実なの
- 大野まりな
  - ぱや♪ぱや♪
  - あゆみちゃんLOVE ALL!（作詞・作曲・編曲）
  - 瞳にパノラマ・ブルー（作詞・作曲・編曲）
  - ちゅい〜ん!
  - やっぱりぱり☆Load of major 200
  - sync! sync! sync!（作詞・作曲）
- AllGuys
  - 10000000回遊びたい
- 緒方恵美
  - ただ明日のために（編曲）
  - can you hear me?（編曲）
- 小野大輔
  - 恋愛におけるチーズ的解決
  -  Lover's Faith
  - 熱烈ANSWER
  - 叱咤純愛1,chu,3!!
  - Ascending&Descending
  - Mission D
  - パノラマ・ミラー・ツアー
  - 宇宙全時代Discotheque
- 折笠富美子
  - 千珠の夢路
  - 笑顔の花
  - 硝子時計
- 温泉むすめ
  - Passionate Journey（大手町梨稟(CV:楠木ともり)）
  - 願いキラキラきらり（大手町梨稟（CV:楠木ともり)）
  - 湯夢色バトン（SPRiNGS）
  - あ・り・ま・す・か?（有馬楓花(CV:桑原由気)）
  - 恋の詩より恋だっちゃ?（秋保那菜子(CV:高橋花林)）
  - 湯けむりトキメキゲーム（登別綾瀬(CV:日岡なつみ)）
  - ユメを抱いて生きてく私たち（奏・バーデン・由布院(CV:和多田美咲)）
  - 進化形ミライ（有馬輪花(CV:本宮佳奈)）
  - セカイはスキで動いてる!（塩原八弥(CV:澤田美晴)）
  - 予感のシグナル（日中早百合(CV:春野杏)）
  - ココロコノママ（かみのやま庵(CV:進藤あまね)）
- かと*ふく
  - あっぱれ!瞬間積極剤
  - WONDERFULER
  - 人生HappyHappy論
- 木村優
  - We are adventures!!
- 熊田茜音
  - First Step, Fun Step!
  - Start up *DREAM*
  - Summer Jump YYYY!
  - 夏空クロール
  - カコ→イマ→ミライ→?
  - ネムルトビラ
  - Pure White Love
  - My way, find a way!
  - Chocolate Mint Magic
  - Everybody, JUMP&JUMP!
- クローバー
  - それだLove!!
  - わからない果実たち
  - メタモルフレンズ
  - Love Chain
- 後藤邑子
  - 萌えよ! 秘密の戦士たち
  - 熱々ベイベー
  - ヨロシクRED ZONE
  - 忘れる前にしたいこと
  - Daydream breeder
- 小林幸子
  - 色々あるけど会いたいよ
  - 嵐嵐嵐がきても
- 斉藤朱夏
  - 月で星で太陽だ!
- 小枝
  - COLORING SKY
- さくら学院科学部 科学究明機構ロヂカ？
  - ユメを解く理論
- 桜川ひめこ
  - めろんしちゃって☆
- ささきいさお
  - 今の向こうの今を
  - 始まりは何度でも
  - 愛と呼びたい花がある
- Sea☆A
  - Soda sound fountain
- 燦鳥ノム
  - 君にルムウム（作詞）[8]
- 清水愛
  - 螺旋のプロローグ
  - 天に降る雨
  - 針夢廃墟
  - Arachnophobia
  - Le Sablier
  - 発芽条件M
  - 林檎橋おちた
  - ヒト恋ウ不埒
  - 繭々退化
  - CAMEO,CAMEO（作詞・作曲）
  - 幻視鏡
  - わたしのおしろ
  - 覚醒ビスク・ドール
  - 置き去りの肖像画
  - 恋する旅行少女
  - さよならは水の国
  - Metamorphoses
  - Chimeric voice
  - メテオロイド
  - どっちも好きだと言いなさいっ!
  - ai know? I know!（作詞・作曲・編曲）
- SV TRIBE
  - TRIBELIEVE
- 杉本理恵
  - 憶えていた溜息（作詞・作曲）
- SCREEN mode
  - MYSTERIUM
  - START LINE
  - 無限と零
- 鈴木このみ
  - 残像未来
  - DAYS of DASH
  - Tears BREAKER
  - I say “Happy day!”
  - LLL:CONNECTION
  - Open Heart
  - NOT PYGMALION
  - Love is MY RAIL
  - Humming Flight!
- StylipS
  - 純粋なフジュンブツ
  - 迷々コンパスはいらない
- スフィア
  - Future Stream
  - Treasures!!
  - Super Noisy Nova
  - Dangerous girls
  - Brave my heart
  - 本当だから困るんだ
  - 君の空が晴れるまで
  - らくがきDictionary
  - Dream sign
  - A.T.M.O.S.P.H.E.R.E
  - REALOVE:REALIFE
  - Now loading...SKY!!
  - かってな成長期
  - MOON SIGNAL
  - Neo Eden
  - Pride on Everyday
  - Eternal Tours
  - STAR'S ELEMENT
  - DREAMS, Count down!
  - LOST SEASON
  - Pl@net Spheres!!
- 田中公平
  - 何かのための誰かを待って
  - オオヤケにオオッピラに
- 田村ゆかり
  - Cursed Lily
  - 神聖炉
  - 砂落ちる水の宮殿
  - MERRY MERRY MERRY MENU…ね！
  - アンドロメダまで1hour
- 茅原実里
  - 純白サンクチュアリィ
  - 君がくれたあの日
  - Last Arden
  - Contact
  - 詩人の旅
  - sleeping terror
  - too late? not late...
  - 夏を忘れたら
  - truth gift
  - Contact 13th
  - Melty tale storage
  - 雨上がりの花よ咲け
  - Say you?
  - Paradise Lost
  - 勇気の鼓動
  - 透明パークにて
  - Voyager train
  - Prism in the name of hope
  - Lush march!!
  - そのとき僕は髪飾りを買う
  - 蒼い孤島
  - 花束
  - Tomorrow's chance
  - Sunshine Flower
  - 愛とナイフ
  - animand〜agitato
  - 覚醒フィラメント
  - 孤独の結晶
  - サクラピアス
  - Falling heaven's now
  - Flame
  - Perfect energy
  - 優しい忘却
  - ひとりにひとつの永遠
  - Planet patrol
  - TERMINATED
  - ZONE//ALONE
  - この世界は僕らを待っていた
  - 境界の彼方
  - 向かい風に打たれながら
- でんぱ組.inc
  - Kiss+kissでおわらない
  - ピコッピクッピカッて恋してよ
  - Future Diver
  - でんぱれーどJAPAN
  - でんでんぱっしょん
  - FD2〜レゾンデートル大冒険〜
  - STAR☆ットしちゃうぜ春だしね
  - FD3, DEMPA ROCKET GO!!
  - でんぱぁかしっくれこーど
  - でんぱでぱーちゃー
- 中川翔子
  - TYRANT too young（作詞）
  - Dangerous wild,you are!
- 南條愛乃
  - ヒトビトヒトル
  - スキップトラベル
  - サクラタイマー
- 新田恵海
  - 笑顔と笑顔で始まるよ!
  - 探求Dreaming
  - EMUSIC
  - OURS POWERS
  - ROCKET HEART
  - Smile again with you
- 野川さくら
  - 裸足でいきましょ! 〜Nude on Melody〜
  - 未来Walker
- 飛蘭
  - 泡沫の小鳥達
- petit milady
  - ハジマリズム
- Plume
  - 君と夢とアンブレラ
  - MY MIND=冒険者
- 美郷あき
  - TOMORROW'S TRUE
  - Goal to NEW WORLD
  - FAITH…
  - Confusion Lovers
  - true love?
  - 不自由なEmotion
  - 忘却バタフライ
  - feel it
  - いまの君が遠くても
  - another life
  - honest word,honest world
  - Made in WONDER
  - Hide and seek
- 宮崎羽衣
  - FRUITFUL WEEK
  - ワタシカプセル
  - ネコ耳だったら聞こえるの?
- μ's from ラブライブ!
  - 僕らのLIVE 君とのLIFE
  - 友情ノーチェンジ
  - Snow halation
  - baby maybe 恋のボタン
  - 夏色えがおで1,2,Jump!
  - Mermaid festa vol.1
  - もぎゅっと“love”で接近中！
  - 愛してるばんざーい!
  - Wonderful Rush
  - Oh, Love & Piece!
  - Music S.T.A.R.T!!
  - LOVELESS WORLD
  - タカラモノズ
  - Paradise Live
  - ENDLESS PARADE
  - Shangri-La Shower
  - るてしキスキしてる
  - Love marginal　※Printemps
  - sweet&sweet holiday　※Printemps
  - Pure girls project　※Printemps
  - UNBALANCED LOVE　※Printemps
  - ダイヤモンドプリンセスの憂鬱　※BiBi
  - ラブノベルス　※BiBi
  - Cutie Panther　※BiBi
  - 夏、終わらないで。※BiBi
  - 知らないLove*教えてLove　※lily white　
  - あ・の・ね・が・ん・ば・れ!　※lily white
  - 微熱からMystery　※lily white
  - キミのくせに！　※lily white
  - 私たちは未来の花　※園田海未
  - スピカテリブル　※南ことり
  - 愛は太陽じゃない？　※高坂穂乃果
  - もうひとりじゃないよ　※高坂穂乃果
  - Mermaid festa vol.2 〜Passionate〜　※高坂穂乃果＆星空凛
  - Someday of my life　※高坂穂乃果
  - 恋のシグナルRin rin rin!　※星空凛
  - 乙女式れんあい塾　※矢澤にこ＆東條希
  - まほうつかいはじめました！　※矢澤にこ
  - 純愛レンズ　※東條希
  - 告白日和、です！　※南ことり＆小泉花陽
  - ぶる〜べりぃとれいん　※南ことり
  - 孤独なHeaven　※小泉花陽
  - soldier game　※西木野真姫＆園田海未＆絢瀬絵里
  - Daring!!　※西木野真姫
  - 勇気のReason　※園田海未
  - ありふれた悲しみの果て　※絢瀬絵里
  - Listen to my heart!!　※にこりんぱな
  - after school NAVIGATORS　※にこりんぱな
- 橋本みゆき
  - ありがと!
  - Glossy:MMM
  - New SPARKS!
  - TRUE GATE
- はちみつロケット
  - ハニートランポリン
  - 美味闘伝説ハッピー招拳
- 平野綾
  - NEOPHILIA
  - Harmonia vita
- Prima Porta
  - 負けないミライ
- PoppinS
  - 地球にぴんぽ〜ん
  - PingPongLoop
  - さらっちゃって流れ星
- ゆいかおり
  - MIRRORING DESIGNS
  - NEO SIGNALIFE
- 結城アイラ
  - 恋しかなかった
  - 記憶の鎖
  - そこにひとつだけ
  - REFLECTION
  - missing piece
- ライブレボルト
  - 我らの声で蹴っ飛ばせ!
- Liella!
  - 始まりは君の空
  - Dancing Heart La-Pa-Pa-Pa!
- Riryka
  - 優美なる孤独

### ドラマ
- キューティーハニー THE LIVE
  - BUT,metamoruphosis
  - 吐息Scarlet...
  - I lost the place...
- 俺たちは天使だ! NO ANGEL NO LUCK
  - Beat call the moment

### テレビ番組
- MAG・ネット
  - りある_りあるが_あんりある
  - 少年少女達成団
- アドリブアニメ研究所
  - あっぱれ! 瞬間積極剤
  - WONDERFULER
- アニソン!プレミアム!
  - ☆トリルで始まっちゃう！

### CD
- パーフェクト・セレクション　スナッチャー&SDスナッチャー（1990年、発売：コナミ）
  - Track.6 夕焼けにせかされて（ボーカル）
- こなみ すぺしゃる みゅ〜じっく 千両箱 平成三年度版（1990年、発売：コナミ）
  - DISC.1-Track.1 瞳がみたい（作詞・作曲・編曲・ボーカル）
- がんばれ!消えるな!!色素薄子さん
  - ここより遠くを見るまえに
  - すてきがそっと訪れる

### その他
- ですコンです！/ DESUCONDESU! （作詞・作曲・ボーカル）（フィンランド『DESUCON』のテーマ曲、2013年）[9]
- 翼を持つ者 〜Not an angel Just a dreamer〜（日本動画協会「アニメNEXT100」プロジェクト公式ソング、2017年、藤林聖子と共同作詞）

## 出演

### ラジオ
- ちよれんちゃんねる♪
ラジオ大阪・文化放送 2002年7月28日、ゲスト
- ♭帰ってきたちよれんちゃんねる♪
ラジオ大阪・ラジオ日本 2003年3月2日、ゲスト
- プロジェクトXuse 〜ザ・ロード・オブ・メジャー〜
ザウス 2003年11月 - 2004年10月
- 清水愛 箱入り柘榴姫
ランティスウェブラジオ・音泉 2005年4月 - 7月
- 清水愛 看板ざくろ姫
ランティスウェブラジオ・音泉 2005年7月 - 10月
- 畑亜貴らじお 浪漫月裸の娘達
ランティスウェブラジオ 2006年12月 - 2007年1月
- 畑亜貴らじお 隷属快美の娘達
ランティスウェブラジオ 2007年12月 - 2008年1月
- 今日は一日“帰ってきたアニソン”三昧
NHK-FM 2010年5月5日、ゲスト
- 畑亜貴らじお〜万能に滾る何様〜?
超!A&G+ 2010年9月 - 2011年1月
- 渋谷アニメランド
NHKラジオ第1 2010年9月28日、ゲスト
- 電磁マシマシ
CBCラジオ 2013年2月9日、ゲスト
- 上坂すみれの乙女＊ムジカ
東海ラジオ・RKBラジオ・KBS京都 2013年4月28日、ゲスト
- アニソン・アカデミー
NHK-FM  2016年５月28日、ゲスト
- 畑亜貴の「弱り目に祟られろ！レディオ」
AKI HATA YouTubeチャンネル&note 2012年〜2023年3月
- 探究ラジオ「感情言語化研究所」
AKI HATA YouTubeチャンネル&ポッドキャスト、note 2023年4月〜放送中

### テレビ
- 萌える!泣ける!燃える! ゼロ年代珠玉のアニメソングスペシャル（NHK-BS2 2010年8月14日：論客）
- 熱中スタジアム NHK みんなのうた（NHK-BSプレミアム 2011年7月21日、28日：ゲスト）
- キングラン アニソン紅白
キングラン アニソン紅白 2011 supported by スカパー！（スカパー！ 2011年12月31日：審査員）

### DVD、Blu-ray Disc
- Message 02
- Message 03

### 連載
- 旅の空にてアニソン日和（2023年7月31日 - 、リスアニ!）[10]